# Parafia św. Maksymiliana Marii Kolbego w Babach
Parafia Świętego Maksymiliana Kolbego w Babach-Kiełczówce – parafia rzymskokatolicka znajdująca się w archidiecezji łódzkiej w dekanacie wolborskim.
3 maja 1931 r. mieszkańcy Bab i Kiełczówki skierowali do biskupa łódzkiego pisemną prośbę o zezwolenie na wybudowanie kaplicy, o pomoc przy jej wznoszeniu i skierowanie kapłana do sprawowania choć świątecznych nabożeństw. Starania o utworzenie ośrodka duszpasterskiego przerwała w 1939 r. wojna i panująca po niej sytuacja polityczna w kraju. Sprzyjający staraniom okres nastąpił po październiku 1956 r., gdy w kraju nastały pewne swobody religijne. W 1957 r. uzyskano zezwolenie na budowę kaplicy i rozpoczęto akcję gromadzenia materiałów.
W 1960 r. władze cofnęły zezwolenie i lokalizację szczegółową na budowę kaplicy. 26 listopada 1971 r. 10-osobowa delegacja udała się do Sejmu, gdzie u posła ziemi piotrkowskiej złożyła w tej sprawie petycję. Z kolei 29 listopada tegoż roku delegacja złożyła swą prośbę na ręce ówczesnego I sekretarza KC PZPR Edwarda Gierka. 21 kwietnia 1972 r. w sprawie budowy kościoła przyszła od władz decyzja odmowna. Z biegiem czasu zmieniono decyzję – 10 listopada 1972 r. wydano zezwolenie.
Budowa kościoła parafialnego, według projektu inż. Feliksa Paszkowskiego, została rozpoczęta w 1974 r. 10 maja 1975 biskup Józef Rozwadowski poświęcił i wmurował akt erekcyjny i kamień węgielny pobrany spod figury Matki Bożej z Niepokalanowa. Kościół poświęcony 4 listopada 1984 r. przez bpa Władysława Ziółka. Na terenie parafii znajduje się również kaplica szpitalna w Raciborowicach.
Parafia została erygowana 4 kwietnia 1976 roku przez biskupa Józefa Rozwadowskiego.

## Zasięg parafii
- Baby
- Kiełczówka
- Raciborowice
- Gościmowice Drugie
- Kuznocin (część wsi)

## Proboszczowie
- 1976–1991 – ks. kan. Wacław Molenda (zm. 2010)[2]
- 1991–2011 – ks. kan. Jerzy Jankowski (zm. 2024)[3]
- 2011–2012 – ks. Jarosław Kłys
- 2012–2013 – ks. Jan Bieda
- 2013–2021 – ks. Bogdan Heliński
- od 2021 – ks. Krzysztof Żernicki